# Gyalocephalus capitatus
Gyalocephalus capitatus är en rundmaskart som beskrevs av Looss 1900. Gyalocephalus capitatus ingår i släktet Gyalocephalus och familjen Strongylidae. Arten är reproducerande i Sverige. Inga underarter finns listade i Catalogue of Life.